# Stiftelsen Saltö
Stiftelsen Saltö är en svensk stiftelse som skapades av musikmecenaten Erik Järnåker 1967. Stiftelsen förvaltar numera en fond, vars avkastning används till stipendier, Järnåkerstipendierna, dels till elever vid svenska musikhögskolor, dels till kammarmusikkompositörer. Stipendierna utdelas årligen vid Stråkinstrumentfondens konsert till Erik Järnåkers minne. Järnåkerstipendierna är bland de större i sitt slag i landet.

## Pristagare

### Tonsättarstipendiater
- 2008 - Mikael Edlund, för hans verk Solo, för violin från 1999.
- 2009 - Jan W. Morthenson för verket Stråkkvartett nr 3 Epilogos.
- 2010 - Klas Torstensson för verket In grosser Sehnsucht (för sopran och pianotrio till texter av Camille Claudel, Frida Kahlo, Drottning Kristina, Rosa Luxemburg och Louise Michel).
- 2011 - Madeleine Isaksson för verket Les Sept Vallées (för blockflöjt och inspirerat av det persiska diktverket Fåglarnas konferens av Farid ud-Din Attar).
- 2012 - Leilei Tian för verket In our image, in our likeness (för violin och blockflöjt).
- 2013 - Joakim Sandgren för verket endroits susceptibles (för sex musiker och dator).
- 2014 - Jesper Nordin för verket Pendants.
- 2015 - Staffan Storm för verket ...et lux in tenebris lucet.
- 2016 - Kent Olofsson för verket Champs d’etoiles.
- 2017 - Ylva Lund Bergner för verket Achenar.
- 2018 - Jenny Hettne för verket A swarm came in from the dark.
- 2019 - Karin Rehnqvist för verket Blodhov.
- 2020 - Djuro Zivkovic för verket Citadel of Love
- 2021 - Anders Hillborg för verket Duo for Cello and Piano
- 2022 - Henrik Denerin för verket Collide[1]
- 2023 - Jonatan Sersam för verket Presencia de Sombra
- 2024 – Britta Byström för verket Alfabet

### Stråkstipendiater
- 2008 - Violinisten Anne-Sofie Andersen och cellisten Hanna Dahlkvist.
- 2009 - Violinisten Daniel Migdal och cellisten Amelia Jakobsson-Boyarsky.
- 2010 - Violinisten Dora Asterstad och cellisten Torun Stavseng Sæter.
- 2011 - Altviolinisten Ellen Nisbeth och cellisten Tomas Lundström.
- 2012 - Violinisten Isabelle Bania och cellisten Karolina Öhman.
- 2013 - Violinisten Henrik Naimark Meyers och cellisten Frida F W Wærvågen.
- 2014 - Violinisten Ylva Larsdotter, cellisten Erik Uusijärvi och kontrabasisten Per Björkling.
- 2015 - Violinisten Elna Carr och cellisten Daniel Tengberg.
- 2016 - Violinisten Agata Kawa Cajler och cellisten Antonio Hallongren.
- 2017 - Violinisten Yongmin Lee och cellisten Amalie Stalheim.
- 2018 - Violinisten Johannes Marmén och cellisten Fred Lindberg.
- 2019 - Violinisten Philip Zuckerman och cellisten Filip Lundberg.
- 2020 - Violinisten Johannes Schantz och cellisten Kristina Winiarski.
- 2021 - Violinisten Alva Holm och cellisten Daniel Thorell.
- 2022 - Violinisten Albin Uusijärvi och cellisten Lydia Hillerudh.[1]
- 2023 - Violinisten Marcus Bäckerud och cellisten Astrid Hillerud
- 2024 – Violinisten Jonna Simonsson och cellisterna Gabriel Punsvik Gluch och Annika Valkeajoki